# Duel dans la poussière
Pour les articles homonymes, voir Showdown.
Pour plus de détails, voir Fiche technique et Distribution.
Duel dans la poussière (titre original : Showdown) est un film américain réalisé par George Seaton, sorti en 1973.

## Synopsis
Dans l'Ouest américain, un train est attaqué par quatre bandits, qui détroussent les passagers et volent le transport de fond. À la gare de la ville de Crumbes, le juge recueille les déclarations de voyageurs, et l'un d'eux affirme que Massey était un des quatre bandits. Or, Massey est l'ami d'enfance du shérif Chuck Jarvis, ils ont gagné ensemble de quoi acheter un ranch, que Massey a quitté lorsque Chuck s'est marié.
Les détrousseurs du train se partagent le butin, mais Massey n'admet pas qu'on ne lui accorde qu'une part réduite. Redoutable tireur, il tue l'un d'eux, et s'enfuit en emportant tout l'argent, tandis que les deux anciens complices se mettent à sa poursuite. En ville, Chuck Jarvis se lance aussi à sa recherche, en refusant tout aide des habitants et en choisissant trois pisteurs indiens, dont le meilleur traqueur a été autrefois sauvé d'un lynchage par Massey...

## Fiche technique
- Titre original : Showdown
- Réalisation : George Seaton, assisté de James Fargo
- Scénario : Theodore Taylor d'après une histoire de Hank Fine
- Photographie : Ernest Laszlo
- Montage : John W. Holmes (en)
- Musique : David Shire
- Décors : George Milo
- Costumes : Edith Head
- Producteur : George Seaton
- Société de production : Universal Pictures
- Pays de production :  États-Unis
- Langue : Anglais
- Genre : Western
- Durée : 99 minutes (1 h 39)
- Date de sortie :
  - États-Unis : 20 juin 1973 (Los Angeles), 21 novembre 1973 (New York)
  - Espagne : 25 juin 1973 (Madrid), 17 septembre 1973 (Barcelone)
  - Allemagne de l'Ouest : 26 juillet 1973
- Affiche : Jacques Vaissier (France)

## Distribution
- Rock Hudson (VF : Jean-Claude Michel) : le shérif Chuck Jarvis
- Dean Martin (VF : Philippe Nicaud) : Billy Massey
- Susan Clark (VF : Perrette Pradier) : Kate Jarvis
- Donald Moffat (VF : Jacques Berthier) : Art Williams
- John McLiam (VF : Raoul Guillet) : F.J. Wilson
- Charles Baca : Martinez
- Jackson Kane (VF : Michel Gatineau) : Clem
- Ben Zeller (VF : Serge Sauvion) : Perry Williams
- John Richard Gill : Earl Cole
- Philip L. Mead (VF : Émile Duard) : Jack Bonney
- Rita Rogers : la fille
- Vic Mohica (VF : Georges Poujouly) : Big Eye (Œil de lynx en VF)
- Raleigh Gardenhire (VF : Henry Djanik) : Joe Williams
- Ed Begley Jr. : Pook
- Dan Boydston : Rawls

Acteurs non crédités
- Antonio Romero (VF : Gérard Hernandez) : Bennie
- Raymond Greenway (VF : Jean Violette) : Frank Phillips, un des adjoints de Jarvis

## Autour du film
- Lors de la mort de son cheval, Tops, âgé de dix-huit ans, Dean Martin rapporta la carcasse de l'animal en Californie pour l'enterrer.
- Après les menaces par  Lew Wasserman, président de la MCA, Music Corporation of America qui possédait Universal, de porter plainte contre Dean Martin pour l'arrêt du tournage, celui-ci reprit le travail.
- Rock Hudson percuta un mur du décor avec une locomotive à vapeur, à Santé Fé. Il resta 8 semaines à l'hôpital après s'être cassé des côtes.
- "C'est le plus long film que j'ai jamais tourné  depuis que j'ai arrêté de travailler avec Montgomery Clift" déclara Georges Seaton[1].